# Ànec captacat
L'ànec captacat (Asarcornis scutulata) és una espècie d'ocell de la família dels anàtids (Anatidae) que habita corrents fluvials de la selva a l'est de l'Índia, Myanmar, Tailàndia, Laos, sud del Vietnam, península de Malaca, Sumatra i Java. És l'única espècie del gènere Asarcornis.